# Klein-Reinprechtsdorf
Klein-Reinprechtsdorf (auch Klein-Reipersdorf) ist eine Ortschaft und als Kleinreinprechtsdorf eine Katastralgemeinde der Gemeinde Röschitz im Bezirk Horn in Niederösterreich.

## Geschichte
Laut Adressbuch von Österreich waren im Jahr 1938 in der Ortsgemeinde Klein-Reinprechtsdorf ein Gastwirt, eine Milchgenossenschaft, ein Müller und ein Schneider ansässig.

## Siedlungsentwicklung
Zum Jahreswechsel 1979/1980 befanden sich in der Katastralgemeinde Kleinreinprechtsdorf insgesamt 49 Bauflächen mit 14.532 m² und 102 Gärten auf 43.359 m², 1989/1990 gab es 56 Bauflächen. 1999/2000 war die Zahl der Bauflächen auf 104 angewachsen und 2009/2010 bestanden 60 Gebäude auf 158 Bauflächen.

## Bodennutzung
Die Katastralgemeinde ist landwirtschaftlich geprägt. 59 Hektar wurden zum Jahreswechsel 1979/1980 landwirtschaftlich genutzt und 0 Hektar waren forstwirtschaftlich geführte Waldflächen. 1999/2000 wurde auf 54 Hektar Landwirtschaft betrieben und 1 Hektar waren als forstwirtschaftlich genutzte Flächen ausgewiesen. Ende 2018 waren 53 Hektar als landwirtschaftliche Flächen genutzt und Forstwirtschaft wurde auf 2 Hektar betrieben. Die durchschnittliche Bodenklimazahl von Kleinreinprechtsdorf beträgt 65,3 (Stand 2010).